# Producto de la Revolución
Producto de la Revolución är en ort i Mexiko.   Den ligger i kommunen El Fuerte och delstaten Sinaloa, i den västra delen av landet, 1 200 km nordväst om huvudstaden Mexico City. Producto de la Revolución ligger 38 meter över havet och antalet invånare är 401.
Terrängen runt Producto de la Revolución är platt. Runt Producto de la Revolución är det ganska tätbefolkat, med 83 invånare per kvadratkilometer. Närmaste större samhälle är Juan Jose Rios, 19,1 km söder om Producto de la Revolución. Trakten runt Producto de la Revolución består till största delen av jordbruksmark.